# Szpice i psy w typie pierwotnym
Wszystkie rasy psów według przepisów FCI zostały podzielone na 10 podstawowych grup ze względu na ich użytkowość, charakter, czy przeznaczenie.
Do grupy 5 zaliczamy rasy psów wykorzystywanych jako psy zaprzęgowe, do polowań, psy stróżujące i do towarzystwa.

## V grupaFCI
Szpice i psy w typie pierwotnym

### sekcja 1 - północne psy zaprzęgowe
- Alaskan malamute[1][2][3]
- Pies grenlandzki (Grønlandshund)[1][2][3]
- Samojed (Samoiedskaïa Sabaka)[1][2][3]
- Husky syberyjski[1][2][3]
- Łajka jakucka

### sekcja 2 - północne psy myśliwskie
- Elkhund szary (Norsk Elghund Grå)[1][2][3]
- Elkhund czarny (Norsk Elghund Sort)[1][2][3]
- Jämthund[1][2][3]
- Karelski pies na niedźwiedzie (Karjalankarhukoira)[1][2][3]
- Łajka rosyjsko-europejska (Russko-Evropeiskaïa Laïka)[1][2][3]
- Łajka wschodniosyberyjska (Vostotchno-Sibirskaïa Laïka)[1][2][3]
- Łajka zachodniosyberyjska (Zapadno-Sibirskaïa Laïka)[1][2][3]
- Szpic nordycki (Norrbottenspets)[1][2][3]
- Norsk Lundehund[1][2][3]
- Szpic fiński (Suomenpystykorva)[1][3]

### sekcja 3 - północne psy pasterskie
- Islandzki szpic pasterski (Íslenskur Fjárhundur)[1][2][3]
- Lapinporokoira[1][2][3]
- Buhund norweski[1][2][3]
- Fiński lapphund[1][2][3]
- Szwedzki lapphund[1][2][3]
- Västgötaspets[1][2][3]

### sekcja 4 - szpice europejskie
- Szpic niemiecki (Deustcher Spitz)[1][2][3]
  - Szpic wilczy (Wolfsspitz, Keeshond)[1][2][3]
  - Szpic niemiecki duży ( Grossspitz)[1][2][3]
    - Szpic niemiecki duży biały (Deutscher Grossspitz weiss)
    - Szpic niemiecki duży kolorowy - brązowy/czarny (Deutscher Grossspitz braun oder schwarz)

  - Szpic niemiecki średni (Deutscher Mittelspitz)
    - Szpic średni biały (Deutscher Mittelspitz - Weiss)
    - Szpic średni kolorowy klasyczny - brązowy/czarny (Deutscher Mittelspitz altfarben - braun oder schwarz)
    - Szpic średni kolorowy współczesny (Deutscher Mittelspitz neufarben - orange, graugewolkt und andersfarbig)

  - Szpic niemiecki mały (Deutscher Kleinspitz)[1][2][3]
    - Szpic mały biały (Deutscher Kleinspitz weiss)
    - Szpic mały kolorowy klasyczny - brązowy/czarny (Deutscher Kleinspitz altfarben - braun oder schwarz )
    - Szpic mały kolorowy współczesny (Deutscher Kleinspitz neufarben - orange, graugewolkt und andersfarbig)
- Pomeranian (Zwergspitz)[1][2][3]
- szpic włoski (Volpino Italiano)[1][2][3]

### sekcja 5 - szpice azjatyckie i rasy pokrewne
- Akita[1][2][3]
- akita amerykańska (American Akita)[1][2][3]
- chow chow[1][2][3]
- Eurasier[1][2][3]
- Hokkaïdo[1][2][3]
- jindo (Korea Jindo Dog)[1][2][3]
- kai[1][2][3]
- Kishu[1][2][3]
- Shiba[1][2][3]
- Shikoku[1][2][3]
- szpic japoński (Nihon Supittsu)[1][2][3]

### sekcja 6 - rasy pierwotne
- Basenji[1][2][3]
- Canaan Dog[1][2][3]
- Pies faraona (Pharaoh Hound)[1][2][3]
- Nagi pies meksykański (Xoloitzquintle)[1][2][3]
  - Nagi pies meksykański duży
  - Nagi pies meksykański miniaturowy (Xololtzqulntle - Miniature)
  - Nagi pies meksykański średni
- Nagi pies peruwiański (Perro sin pelo del Perú[1][2][3]
  - Nagi pies peruwiański duży (Perro sin pelo del Perú - Grande)
  - Nagi pies peruwiański miniaturowy (Perro sin pelo del Perú - Pequeno)
  - Nagi pies peruwiański średni (Perro sin pelo del Perú - Medlo)

### sekcja 7 - rasy pierwotne myśliwskie
- Cirneco dell'Etna[1][2][3]
- Podenco kanaryjski (Podenco Canario)[1][2][3]
- Podenco z Ibizy (Podenco Ibicenco)[1][2][3]
  - Podenco z Ibizy krótkowłosy (Podenco Ibicenco a pelo corto)
  - Podenco z Ibizy szorstkowłosy (Podenco Ibicenco a pelo alambre)
- Podengo portugalski (Podengo Português)[1][2][3]
  - Podengo portugalski krótkowłosy duży (Podengo Português Grande a pelo liso)
  - Podengo portugalski krótkowłosy miniaturowy (Podengo Português Pequeno a pelo liso)
  - Podengo portugalski krótkowłosy średni (Podengo Português Medio a pelo liso)
  - Podengo portugalski szorstkowłosy duży (Podengo Português Grande a pelo cerdoso)
  - Podengo portugalski szorstkowłosy miniaturowy (Podengo Português Pequeno a pelo cerdoso)
  - Podengo portugalski szorstkowłosy średni (Podengo Português Medio a pelo cerdoso)

### sekcja 8 - psy myśliwskie z pręgą na grzbiecie
- Thai ridgeback („Thai Ridgeback Dog”)[1][2][3]

   (wróć do indeksu)